# Mujeres que bailan
Mujeres que bailan es una película en blanco y negro argentina estrenada el 12 de mayo de 1949 dirigida por Manuel Romero y protagonizada por Niní Marshall como Catita. El filme contó con la actuación del cuerpo de ballet del Teatro Colón.

## Argumento
Catita sueña con ser una gran bailarina clásica y que el público la ovacione, lo que da origen a las situaciones más disparatadas. 
La acompaña el actor Fidel Pintos, quien interpreta a su pareja. 
Aunque éste no la dejará cumplir con su gran sueño, la protagonista también contará con la complicidad de la bella Fanny Navarro.

## Reparto
| - Niní Marshall...Catalina "Catita" Pizzafrola Langanuzzo - Fanny Navarro...Graciela Méndez - Fidel Pintos ...Domínguez - José María Gutiérrez...César Fuentes - Enrique Roldán...Ernesto Rivera - María Esther Buschiazzo...Madre de Graciela - Vicente Rubino...Vicente Rubino - Julieta Kenan...cantante - Beatriz Ferrari...Profesora en Conservatorio - Gloria Ferrandiz...Vecina 1 - Celia Geraldy ...Mujer en cabaret | - Cristina Berys...Vecina 2 - María Esther Corán - Martha Gónzalez - Domingo Sapelli...Márquez - Pedro Pompillo ...Padre de Graciela - Mario Faig ...Martínez - Jesús Pampín ...Fernández - Víctor Ferrari ...Costa - Rafael Diserio ...Hombre en hotel - Warly Ceriani ...Profesor Jorge |

- Datos: Q6026050